# ناحية وادي العيون
ناحية وادي العيون إحدى نواحي سوريا تتبع إداريّاً لمحافظة حماة منطقة مصياف ومركزها بلدة وادي العيون، بلغ تعداد سكان الناحية 12,951 نسمة حسب التعداد السكاني لعام 2004.

## بلدات وقرى ناحية وادي العيون
العامرية، بشاوي، بيت رقطة، بيرة الجرد، بريزة، دوير المشايخ، عين البيضا، عين الكرم، عين فراج، جبيتا، كفرلاها، الكاملية، المرحة، المعيصرة، نقير، قصية، السنديانة، الطمارقية، وادي العيون، الزيتونة.